# Коста-Брава
42°01′22″ пн. ш. 3°13′28″ сх. д. / 42.0227733° пн. ш. 3.2244873° сх. д.

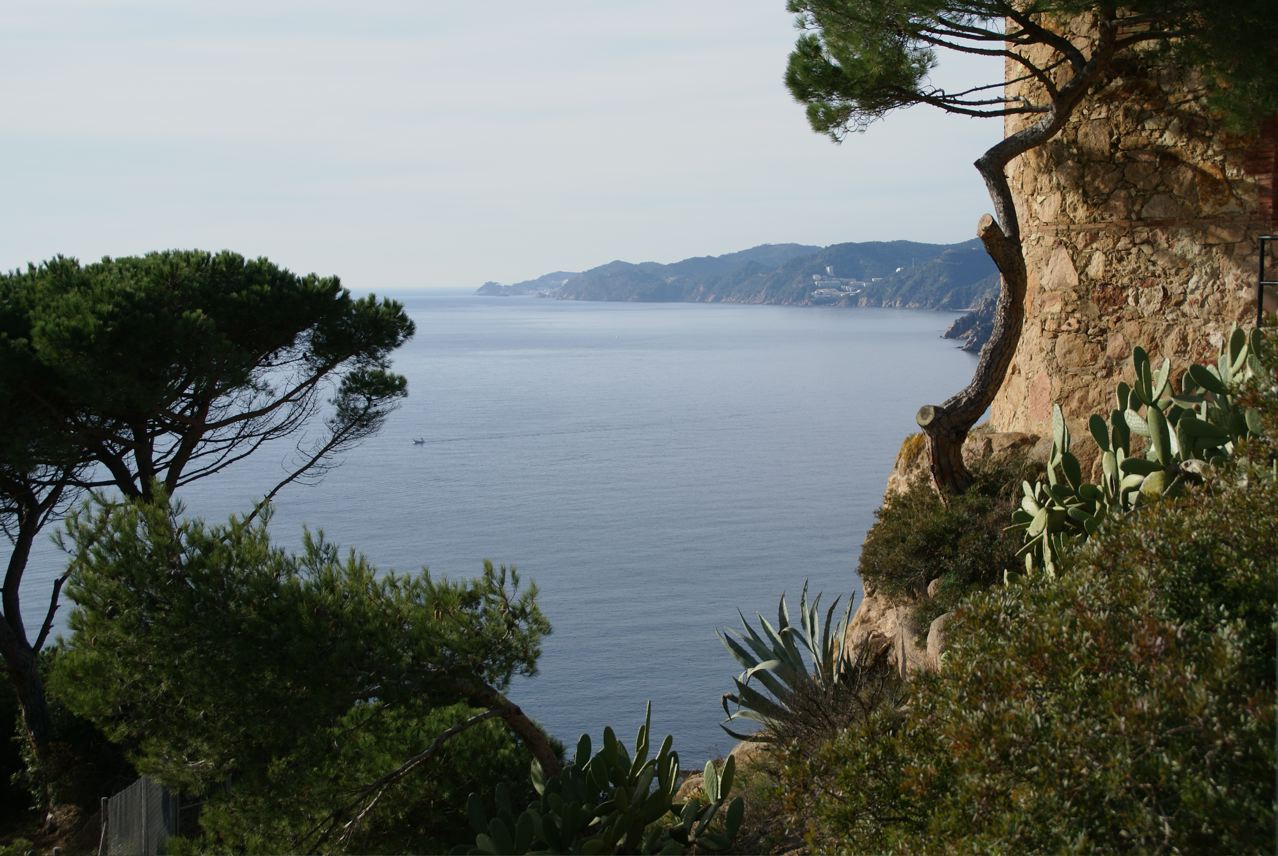
Прибережний пейзаж на Коста-Брава

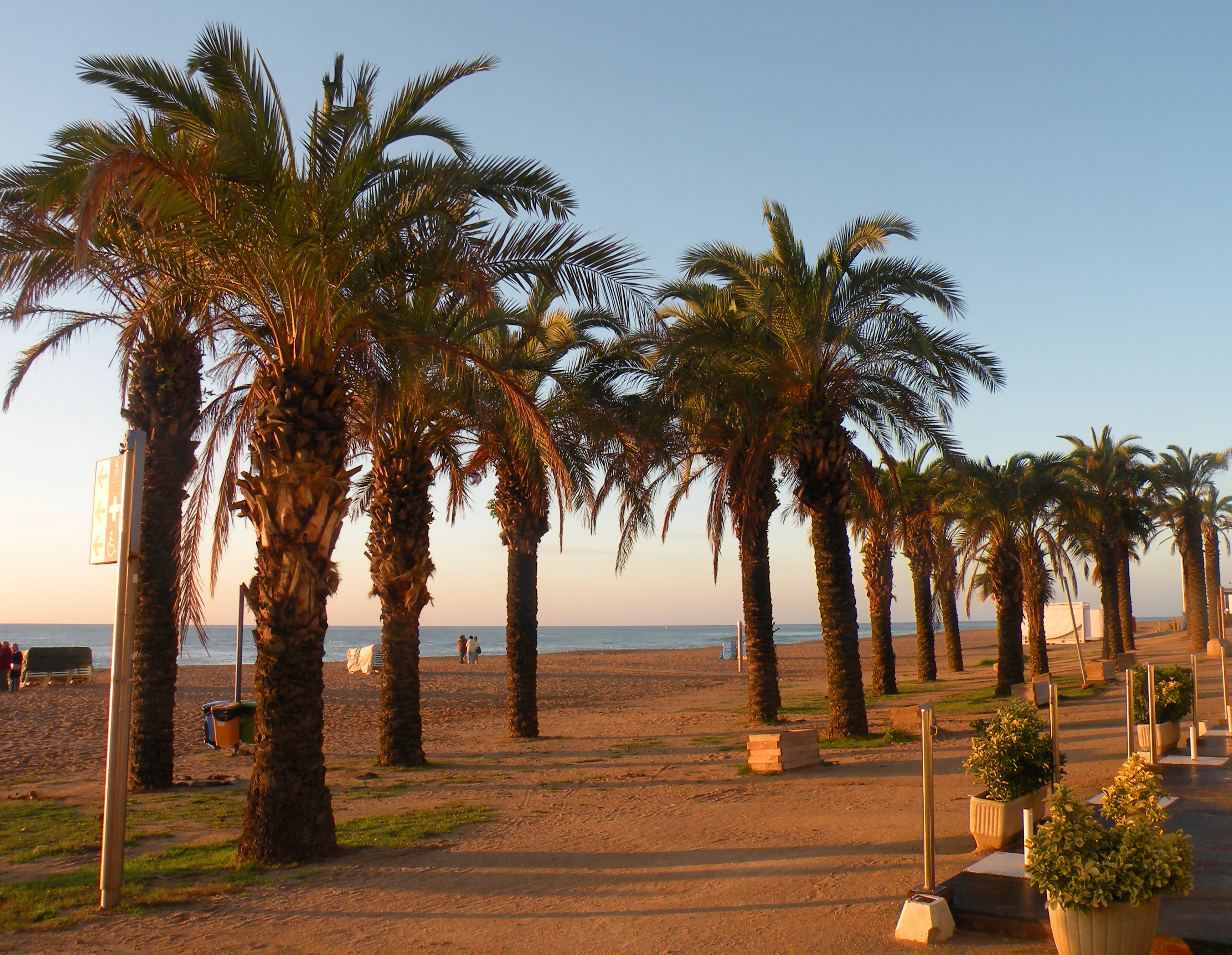
Пляж у Сан-Феліо

Коста-Брава (кат. і ісп. Costa Brava, «дикий, скелястий, суворий берег») — смуга середземноморського узбережжя на північному сході Каталонії, в провінції Жирона, у складі Іспанського королівства. Зона Коста-Брава включає в себе території районів Альт-Емпорда і Баш-Ампурда. Простягається на 162 км від міста Бланес до кордону з Францією. На північ від Коста-Брава знаходиться Коста-Бермехо, на південь — Коста-дель-Маресме.

## Ім'я та вигляд Коста-Брава
Ім'я «Costa Brava», хоч і виглядає настільки органічним, цілком належить ХХ століттю. Його придумав у вересні 1908 каталонський журналіст Ферран агуле-і-Відал (Ferran Agulló i Vidal) — як заголовок краєзнавчої статті в газеті La Veu de Catalunya … Коста-Брава перебувала у відносній, звичайно, «дикості» аж до 1950-х років, коли її курортний потенціал оцінив Каудильйо … Розквіт цієї зони туризму і відпочинку припав на 1970-і роки, Коста-Брава пережила тоді «нашестя» туристів з Великої Британії та ФРН …
Рельєф узбережжя складають неприступні кручі і скелі, порослі піренейськими соснами, пініями й ялицями. Стрімчаки перемежовуються мальовничими бухтами і затоками, з пляжами з білого піску і гальки. Південніше починаються чисто-піщані пляжі, якими славиться, зокрема, Льорет-де-Мар.
В горах, що піднімаються над узбережжям, збереглися стародавні дольмени і руїни старовинних замків. Добре відома гора Вердера (кат. Verdera), на схилі якої розташований колишній бенедиктинський монастир Св. Петра з Родеса (кат.), а на вершині — руїни Вердерського замку (кат.), відомого як «Сан-Сальвадор-де-Вердера» (кат. castell de Verdera, Sant Salvador de Verdera).
У 1998 р міста Коста-Браиа підписали туристично-екологічну хартію «Carta de Tossa».
На початку XXI століття тут розгорілася конкурентна війна двох суміжних курортних асоціацій: «Коста-Брава» і «Трикутник Далі» (міста Портлігат, Пубул і Фігерас).

## Найбільш відомі курорти
- Ампурія-Брава
- Бланес (найпівденніший курорт Коста-Брава)
- Кадакуес
- Льорет-де-Мар
- Паламос
- Плая-де-Аро
- Порбоу (найпівнічніший курорт Коста-Брава)
- Пуерто-де-ла-Сельва
- Росас
- Сагаро
- Санта-Крістіна-де-Аро
- Сан-Фаліу-да-Ґішулс
- Тосса-де-Мар